# Trichadjinga batchianensis
Trichadjinga batchianensis là một loài bọ cánh cứng trong họ Cerambycidae.